# Comté de Dungog
Le comté de Dungog (en anglais : Dungog Shire) est une zone d'administration locale située dans l'État de Nouvelle-Galles du Sud en Australie.

## Géographie
Le comté s'étend sur 2 251 km2 dans la vallée de l'Hunter, région de l'est de la Nouvelle-Galles du Sud. Formé de paysages vallonnés voire accidentés, il se situe près du parc national de Barrington Tops et est traversé par les rivières Allyn et Patterson à l'ouest et William's à l'est.
Le comté comprend les localités de Dungog, Clarence Town, Gresford, Martins Creek, Paterson et Vacy.

## Histoire
Le comté est créé le 1er juillet 1958 par la fusion de la municipalité de Dungog avec le comté de Wallarobba qui avait été créé en 1906.

## Démographie
La population s'élevait à 8 318 habitants en 2011 et à 8 975 habitants en 2016.

## Politique et administration
Le comté comprend quatre subdivisions appelées wards. Le conseil comprend le maire, élu directement, et six membres élus, à raison de deux par ward, pour quatre ans. À la suite des élections du 4 décembre 2021, le conseil est formé d'indépendants.

### Liste des maires
| Période                                  | Période  | Identité        | Étiquette   | Qualité |
| ---------------------------------------- | -------- | --------------- | ----------- | ------- |
| Les données manquantes sont à compléter. |          |                 |             |         |
| 2012                                     | 2017     | Harold Johnston | Indépendant |         |
| septembre 2017                           | En cours | John Connors    | Indépendant |         |